# Misery (singel)
Misery – piąty singel zespołu Good Charlotte z płyty Good Morning Revival. Zpowiedziany został w piątym odcinku GCTV. Został wydany 7 grudnia 2007 w Australii i 17 grudnia 2007 w Europie. Jak dotąd uzyskał 24. miejsce na liście w Australii. Dotychczas do tej piosenki nie nakręcono teledysku.